# Michel Vaillant (serie televisiva)
Michel Vaillant (Les aventures de Michel Vaillant) è una serie televisiva francese in 13 episodi trasmessi per la prima volta nel corso di una sola stagione nel 1967. È basata sul personaggio dei fumetti Michel Vaillant creato da Jean Graton. È una serie d'azione avventurosa incentrata sulle vicende di un corridore automobilistico.

## Trama
Michel Vaillant, figlio di un costruttore di vetture da corsa, è un corridore automobilistico che partecipa alle gare di Formula 3. Il suo stile di guida azzardato con il quale arriva alla vittoria al volante della sua Alpine è alla base dell'elemento avventuroso e d'azione della serie. Altri personaggi ricorrenti sono il fratello Jean-Pierre e Valérie Oupensky, una giovane fotografa di cui Michel si innamora.

## Personaggi e interpreti
- Michel Vaillant, interpretato da Henri Grandsire.
- Mme Vaillant, la madre, interpretato da Mony Dalmès.
- M. Vaillant, interpretato da Yves Brainville.
- Jean-Pierre Vaillant, interpretato da Alain Leguellec.
- Valérie Oupensky, interpretato da Claudine Coster.
- Gérard Defait, interpretato da Bernard Dhéran.
- Mémel, interpretato da, interpretata da Catherine Lafond (accreditato come Catherine Laffond).
- Agnès, interpretata da Katia Christine.
- Josephe, interpretata da Jacqueline Mills.
- Jacqueline, interpretata da Jacqueline Grandsire.
- Joseph, interpretato da Claude Bertrand.
- O'Neill, interpretato da, interpretato da Guy d'Avout.
- Il dottore, interpretato da Jean Degrave.
- Rémy, interpretato da Marcel Seurat.
- Joachim, interpretato da Joachim Westhoff.

## Produzione
La serie fu prodotta da Cinéma Eclair e Office de Radiodiffusion Télévision Française e Plazza Films Productions Le musiche furono composte da Charles Dumont. Tra i registi è accreditato Charles Bretoneiche. Molte scene furono girate su circuiti reali come quelli di Rouen, Essarts, Sebring e Reims. Nel 2002 fu prodotto anche un film cinematografico sul personaggio di Vaillant, Adrenalina blu, diretto da Luc Besson.

## Distribuzione
La serie fu trasmessa in Francia dal 30 aprile 1967 sulla rete televisiva ORTF. In Italia è stata trasmessa con il titolo Michel Vaillant.

## Episodi
| Stagione       | Episodi | Prima TV Francia |
| -------------- | ------- | ---------------- |
| Prima stagione | 13      | 1967             |